# Tour du Massadou
La tour du Massadou est une tour située en France sur la commune de Blesle, dans la région Auvergne-Rhône-Alpes.

## Localisation
La tour est située dans le département français de la Haute-Loire, sur la commune de Blesle, dans l'ancienne région administrative d'Auvergne.

## Historique
La tour ronde, érigée comme un élément défensif dominant la cité, était destinée à jouer le rôle de poste de guet. Elle a été édifiée en deux phases par le seigneur de Mercœur afin de renforcer la protection de la ville de Blesle, en complément de la tour du château.

## Description
L'accès se faisait par une porte en plein cintre, située au premier étage, signalant ainsi que la structure était conçue pour une défense autonome. La porte inférieure est d'une période plus récente. Avec un plan circulaire de huit mètres de diamètre et une hauteur de quinze mètres, l'intérieur de la tour a été altéré lors de sa transformation en pigeonnier. Le deuxième étage présente une voûte en coupole construite en pierres maçonnées, comprenant un orifice central circulaire formé par des blocs appareillés.

## Protection
La tour est inscrite au titre des monuments historiques par arrêté du 16 mars 1976.